# Ronde van Frankrijk 2004/Tiende etappe
De tiende etappe van de Ronde van Frankrijk 2004 werd verreden op 14 juli 2004 tussen Limoges en Saint-Flour.

## Verloop
Na een spannende beginperiode lukt het Richard Virenque en Axel Merckx weg te komen. Op een klim rijdt Virenque op deze Quatorze Juillet weg van Merckx en na een solo van vijftig kilometer passeert de Fransman als eerste de streep in Saint Flour.
Proloog ·
1e etappe ·
2e etappe ·
3e etappe ·
4e etappe ·
5e etappe ·
6e etappe ·
7e etappe ·
8e etappe ·
9e etappe ·
10e etappe ·
11e etappe ·
12e etappe ·
13e etappe ·
14e etappe ·
15e etappe ·
16e etappe ·
17e etappe ·
18e etappe ·
19e etappe ·
20e etappe
Startlijst · Eindstanden · Afbeeldingen